# Presidentvalet i USA 1848
Presidentvalet i USA 1848 var det 16:e presidentvalet i USA:s historia. Valet kom att överskuggas av det Mexikansk-amerikanska kriget. Whigpartiets kandidat kom att bli general Zachary Taylor, vars främsta tillgång var hans popularitet som framgångsrik general. Sittande president James K. Polk valde att inte kandidera för en ny period. Demokraterna valde istället senator Lewis Cass som sin kandidat efter att Martin Van Buren drog sig ur primärvalet. Presidentvalet vanns av Taylor med 163 elektorsröster mot 127 för Cass.
Demokrater från norra delen av landet, som motsatte sig slaveriet, organiserade sig i ett nytt parti, Free Soil Party. Vid partiets konvent nominerades Martin Van Buren. Van Buren var medveten om att hans kandidatur gjorde det mycket osannolikt att Demokraterna skulle vinna valet. Han vann inga elektorsröster men lyckades ändå få över tio procent av rösterna.